# Bucculatrix angustisquamella
Bucculatrix angustisquamella är en fjärilsart som beskrevs av Braun 1925. Bucculatrix angustisquamella ingår i släktet Bucculatrix och familjen kronmalar. Inga underarter finns listade i Catalogue of Life.